# 아니 뒤프레
아니 뒤프레(Anny Duperey, 1947년 6월 28일 ~ )는 프랑스의 배우, 작가이다.

## 출연 작품
- 몬테소리 교육 "행복한 아이들" (2017)
- 당신은 아직 아무것도 보지 못했다 (2012, Vous n'avez encore rien vu)
- 사랑의 유효기간은 3년 (2011)
- 낙원은 서쪽이다 (2009)
- 코코 샤넬(영어판) (2008)
- 체인징 사이드: 부부탐구생활 (2008)
- 당스 아베끄 루이 (2007)
- 빠르거나 느리거나 (1999)
- 제르미날 (1993)
- 브이 특공대 (1979)
- 바비 디필드 (1977)
- Un éléphant ça trompe énormément (1976)
- 스타비스키 (1974)
- 말헤우스 알프레드 (1972)
- 더 블러드 로즈 (1970)
- 죽음의 영혼 (1968)
- 몬테크리스토의 함정 (1968)
- 그녀에 대해 알고 있는 두세 가지 것들 (1967)